# Voorheesville
Voorheesville est un village situé au centre du comté d'Albany, dans l' État de New York, aux États-Unis,. En 2020, elle comptait une population de 2 841 habitants. La municipalité est incorporée en 1899.

## Démographie
Lors du recensement de 2020, la localité comptait une population de 2 841 habitants.